# Grandi Dei
Grandi Dei è la traduzione italiana del greco Μεγαλοι θεοι, divenuto in lingua latina Di Magni.

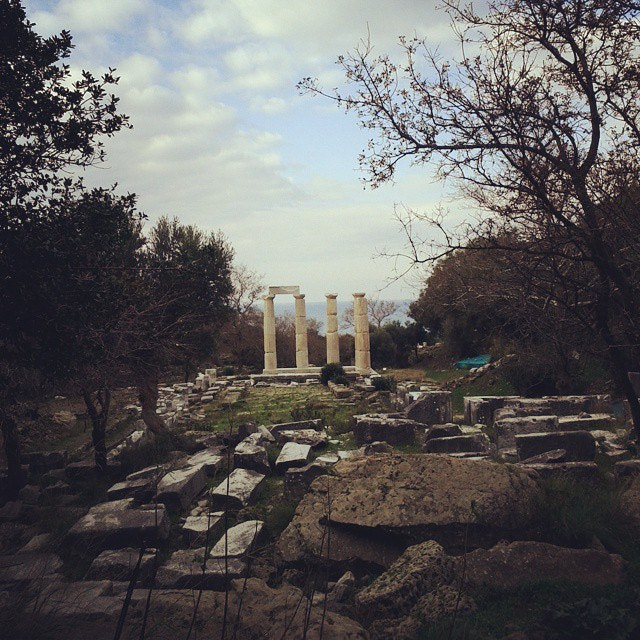
Samothraki, Cadmilus

L'appellativo indica gruppi di divinità arcaiche, di varia composizione e provenienza, che compaiono in molte culture mediterranee.
Il più noto dei luoghi di culto dei Grandi Dei è il Santuario dei grandi dei di Samotracia, in Grecia, caratterizzato dalle imponenti mura del VI secolo a.C. e che presenta, nella parte nord, le rovine del palazzo dove si celebravano i riti d’iniziazione di un misterioso culto orientale, quello dei Cabri, divinità legate alla fertilità e al mare. Il Museo Archeologico di Paleopolis raccoglie, fra i vari reperti archeologici, anche una copia della famosa statua di Nike il cui originale è conservato al Louvre di Parigi.

## Fonti letterarie ed epigrafiche
Sotto questa denominazione erano adorati soprattutto Dioscuri, Cabiri (Καβειροι, beot. e più tardi Καβιροι, di qui in avanti = Cabiri) e i Grandi Dei di Samotracia, ma sovrapposizioni e fusioni possono osservarsi in rapporto a Anaci, Dattili, Coribanti, Cureti, Penati e Telchini. Sull'identità e perfino sui nomi di questi gruppi di dei esisteva incertezza già tra gli autori antichi, così come è dubbio il significato della parola greca.
Le attestazioni bibliografiche più antiche conosciute al riguardo, sono del V secolo a.C.: 
- una tragedia di Eschilo dal titolo Cabiri, nella quale le avventure degli Argonauti venivano ambientate nell'isola di Lemnos, fu rappresentata nel 466 a.C. circa. In essa i Cabiri compaiono come demoni offerenti vino.
- Erodoto nelle Storie (II,51) afferma, circa l'isola di Samotracia, che i suoi abitanti avevano recepito il culto misterico dei Cabiri dai Pelasgi. Ai Pelasgi apparteneva un culto di Ermes itifallico, che si presume connesso ai culti di Samotracia.
- Anche Stesimbroto il Tasio definisce Cabiri gli dèi dei misteri samotraci, che tuttavia nelle iscrizioni sull'isola vengono identificati solo come Megaloi Theoi o Samotrakes Theoi (Grandi Dei o Dei di Samotracia): nomi generici, come si vede, che insieme all'essere i Cabiri una divinità "multipla" fanno pensare a divinità arcaiche proprio in quanto poco individualizzate. L'uso del termine Grandi Dei è dominante dall'epoca ellenistica.

Le funzioni dei Grandi Dei di Samotracia, come attestano numerose fonti, sono anzitutto relative alla protezione dei propri iniziati dalle tempeste. Anche a Pergamo, dove si diceva avessero assistito alla nascita di Zeus, si attribuiva loro il potere di mitigare i venti forti, e i marinai sembrano per questo motivo aver costituito una parte rilevante dei loro fedeli.
Sono presentati anche come fabbri, connessi per discendenza a Efesto, ed erano presenti in culti connessi alla fecondità. A Tessalonica, in particolare, un Cabiro (che un mito descriveva come ucciso dai due fratelli e la cui testa, incoronata, si diceva seppellita sull'Olimpo) compare in un'iscrizione quale protettore della città.

## Culti attestati
Il culto dei Grandi Dei di Samotracia era tra i culti misterici più importanti dei suoi tempi e si diffuse molto lontano dall'isola. Mantenne però, anche, la caratteristica di culto nazionale macedone.
Tuttavia il numero e i nomi dei Cabiri variano nelle tradizioni:
- Mnasea di Patera, nel II secolo a.C., ne nomina 4;
- Dionisodoro cita un Cabiro Casmilo che identifica con Ermes;
- A Tebe veniva onorato un vecchio Cabiro insieme con un bambino dagli attributi di coppiere, “Pais”, come dimostrato da un frammento di vaso, confermato da iscrizioni, proveniente dal Kabeiron di Tebe.
- A Delo i Cabiri sono presenti almeno dalla fine del IV secolo a.C. (IGXI 2, 144).
- A partire dal II secolo a.C. i Cabiri veri e propri, i Megaloi Theoi, e i Samotrakes Theoi si legano nel culto ai Dioscuri, come è confermato in iscrizioni del Samothrakeion.
- Strabone indica quali maggiori luoghi di culto dei Cabiri, accanto a Lemnos e Imbro, anche alcune città della Troade, senza però nominarle.

Dionigi di Alicarnasso sosteneva che Enea aveva portato con sé in Italia i simulacri dei Grandi Dei di Samotracia, e riferiva che gli Etruschi praticavano il culto dei Cabiri.
Per questa via i Grandi Dei si installarono a Roma come componenti primarie e primitive del Pantheon romano, assumendo varie personificazioni: Penati (identificati in questo caso con Giove, Giunone, Minerva e Mercurio), Dioscuri, Cadmili.